# Maroš Šefčovič
Maroš Šefčovič (født 24. juli 1966 i Bratislava) er en slovakisk diplomat og politiker, der var været Europa-Kommissær for Slovakiet siden 2009. Han blev i 2023 udnævnt af kommissionsformand Ursula von der Leyen til ledende næstformand i Europa-Kommissionen med ansvar for EU's klimaindssats efter Frans Timmermans afgang som kommissær. Han var også næstformand fra 2010 til 2019.
Šefčovič var først kommissær for uddannelse, kultur og ungdom i Barroso-kommissionen 2009-2010, og dernæst næstformand med ansvar for interinstitutionelle forbindelser og administration 2010-2014. I Juncker-kommissionen var han næstformand med ansvar for energiunionen og EU's rumpolitik 2014-2019. I Von der Leyen-kommissionen var han 2019-2023 næstformand med ansvar for interinstitutionelle relationer og fremsyn.
Šefčovič stillede op til det slovakiske præsidentvalg i 2019, men tabte til Zuzana Čaputová. Šefčovič stillede op for det socialdemokratiske parti Smer-FD, men er ikke medlem af partiet.
Han blev valgt til Europa-Parlamentet i 2014.

## Uddannelse og diplomatisk karriere
Šefčovič blev jurist fra Comenius Universitet i Bratislava i 1990 og har en ph.d i international og europæisk jura fra universitetet fra 2000.
Han var rådgiver i Tjekkoslovakiets udenrigsministerium i 1990 og arbejdede på Tjekkoslovakiets ambassade i Zimbabwe 1991-1992 og landets ambassase i Canada i 1992. Šefčovič var vicedirektør i Slovakiets udenrigsministerium 1996-1997 og direktør i ministeriet 1998. Han blev i 1998 stedfortrædende leder af Slovakiets EU-mission i Bruxelles, og Slovakiets ambassadør i Israel i 1999. Han var generaldirektør i Slovakiets udenrigsministerium 2002-2003, og Slovakiets permanente repræsentant i EU 2004-2009.